# Гайський потік (притока Турні)
Гайський потік (словац. Hájsky potok) — річка в Словаччині, ліва притока Турні, протікає в окрузі Кошиці-околиця.
Довжина — 12.4 км. Витік знаходиться на межі Словацького Карсту і Воловських гір — на висоті 730 метрів. На своїй течії створює 9 водоспадів Глибокий ярок. Утворює Гайську долину. Протікає територією сіл Гачава, Гай і Турня-над-Бодвоу.
Впадає в Турню на висоті 172 метри.